# Kanton Pontoise
Kanton Pontoise is een kanton in Frankrijk van het departement Val-d'Oise. Bij decreet van 17 februari 2014 met uitwerking in maart 2015 werden de kantons anders ingedeeld. Kanton Pontoise bestond voor die indeling alleen uit Pontoise zelf, maar groeide daarna naar 32 gemeenten.

## Gemeenten
Het kanton Pontoise omvat de volgende gemeenten:
1. Ableiges
2. Arronville
3. Le Bellay-en-Vexin
4. Berville
5. Boissy-l'Aillerie
6. Bréançon
7. Brignancourt
8. Chars
9. Commeny
10. Cormeilles-en-Vexin
11. Courcelles-sur-Viosne
12. Ennery
13. Épiais-Rhus
14. Frémécourt
15. Génicourt
16. Gouzangrez
17. Grisy-les-Plâtres
18. Haravilliers
19. Le Heaulme
20. Livilliers
21. Marines
22. Menouville
23. Montgeroult
24. Moussy
25. Neuilly-en-Vexin
26. Nucourt
27. Le Perchay
28. Pontoise
29. Santeuil
30. Theuville
31. Vallangoujard
32. Us